# كريس دوبسون
كريس دوبسون (بالإنجليزية: Sir Christopher Martin Dobson - أكتوبر 1949 - 8 سبتمبر 2019) كيميائي بريطاني، عمل أستاذًا في علم الكيمياء الإنشائية في قسم الكيمياء بجامعة كامبريدج، وأستاذًا في كلية سانت جونز كامبريدج. بالإضافة لذلك حصل كريس على كل من: زمالة الجمعية الملكية، وزمالة أكاديمية العلوم الطبية.

## أبحاثه
اهتم دوبسون إلى حد كبير في أبحاث بطي البروتين وإخفاقه، وعلاقته بالاضطرابات الطبية وخاصة مرض الزهايمر وشلل الرعاش. تركزت اهتماماته البحثية على جزيئات البروتين، وعلى وجه الخصوص على تحديد المبادئ الأساسية التي يتم بها توليد الوظيفة والنشاط البيولوجي، ويمكن أن تفرط في توليد السمية والأمراض المختلفة. كانت دراساته متعددة التخصصات وتعاونية للغاية، وتستخدم مجموعة واسعة جدًا من التقنيات، بما في ذلك النظرية والتجربة. مجموعة دوبسون ومقرها في قسم الكيمياء بجامعة كامبريدج مهتمة بشكل خاص باكتشاف الطبيعة والخصائص وآلية التكوين والأهمية البيولوجية للحالة الأميلويدية «غير المضللة». تشمل الأمراض المرتبطة بالأميلويد اضطرابات الجسم كله مثل الأميليدات الجهازية، والاضطرابات العصبية مثل أمراض الزهايمر والشلل الرعاشي، واضطرابات أخرى خاصة بالأعضاء مثل السكري من النوع الثاني. وتتمثل الأهداف الرئيسية في توضيح المبادئ الجزيئية العامة التي تكمن وراء هذه العوائل من الأمراض بأكملها من الحالات الطبية، التي أصبحت الآن تهديدًا كبيرًا لصحة الإنسان والانسجام الاجتماعي في جميع أنحاء العالم الحديث، وإنشاء أساس متين للعقلانية والفعالة الوقاية والعلاج من هذه الظروف الموهنة وعادة ما تكون قاتلة. كان دوبسون مؤلفًا ومؤلفًا مشاركًا لأكثر من 800 بحث ومقال، بما في ذلك أكثر من 30 بحث نشر في مجلة نيتشر وومجلة ساينس، والتي تم الاستشهاد بها أكثر من مئة ألف مرة.